# 劉辟
劉 辟（りゅう へき、? - 建安6年（201年）?）は、中国後漢末期の人物。黄巾軍頭目の一人。

劉辟

## 正史の事跡
『三国志』「魏書」武帝紀に名がある。黄巾の乱時の動静は伝わっていないが、乱の終結後も汝南郡・潁川郡において、何儀・黄邵・何曼らと共にゲリラ的な反乱活動を継続しており、討伐軍と幾度となく衝突している。袁紹や孫堅に敵対し、黄巾を支持する民兵や黄巾残党軍を率い、反乱を指揮した。
建安元年（196年）2月、曹操の追討を受けて黄邵と共に斬られたと武帝紀に記録されているが、以降も劉辟の名前が散見されるので誤記の可能性が高い。曹操と袁紹が対立を深め官渡の戦いが起きた頃、劉辟は汝南で反乱を成功させ、破竹の勢いで許を荒らした。更に許周辺の諸城を陥落させ、袁紹との決戦を控えていた曹操の背後を脅かした。
この前後に劉辟は袁紹への帰順を表明し、袁紹側に付いている。袁紹はこれを受け、劉備に劉辟を支援するよう命じ、物資を持たせて劉辟の元へ向かわせた（「蜀書」先主伝）。
曹操にとって背後の憂いとなっていた劉辟ら汝南黄巾軍に対し、曹操は曹仁を総大将とする精鋭軍を至急に派遣した。その後、曹操が差し向けた曹仁らの軍勢に劉辟軍は撃破される。劉辟軍に参画していた劉備は敗勢の中、かろうじて袁紹の下に逃げ帰った。
このように武帝紀・于禁伝など記述の箇所によって、劉辟の記録は大きく異なっている。同時代に劉辟という名前の人物が複数名いたか、または誤記なのかは謎が多く、劉辟の生死における真実は不明瞭な点が多い。

## 三国志演義
小説『三国志演義』では、張角が死去し黄巾党が衰退した後に残党となり、汝南で龔都と共に暴れ廻って、討伐に来た曹洪の軍勢を苦しめる。その後、袁紹に帰順した。官渡の戦いが勃発すると曹操の背後を攻めようとするが、そこへ来たのが、まだ曹操の客将であった関羽となっている。劉備は袁紹の下にいたため、当然劉備のもとへ戻るであろう関羽にわざと負け、汝南を取らせた上ですぐまた取り返している。
その後、劉備を軍勢に迎え、さらに曹操の下から離反した関羽、古城で山賊をしていた張飛、その他劉備に味方する諸将を迎え入れる。曹操と袁紹が戦っている隙に許都を衝かんとしたが、夏侯惇に攻められ城を放棄し逃亡。その後、敗残兵の千余騎を集め、劉備のもとに駆けつける。前後を絶たれ自刃しようとする劉備を引き留め、血路を開こうとして高覧に一騎討ちを挑むも、3合も打ち合わぬ内に討ち取られた。